# Lixnaw
Lixnaw (iriska: Leic Snámha) är en ort i republiken Irland.   Den ligger i grevskapet Ciarraí och provinsen Munster, i den sydvästra delen av landet, 250 km väster om huvudstaden Dublin. Lixnaw ligger 6 meter över havet och antalet invånare är 634.
Terrängen runt Lixnaw är platt åt nordväst, men åt sydost är den kuperad.Runt Lixnaw är det glesbefolkat, med 16 invånare per kvadratkilometer. Närmaste större samhälle är Tralee, 16,1 km söder om Lixnaw. Trakten runt Lixnaw består i huvudsak av gräsmarker.